# Präsidentenwahl in der Republik China (Taiwan) 2012

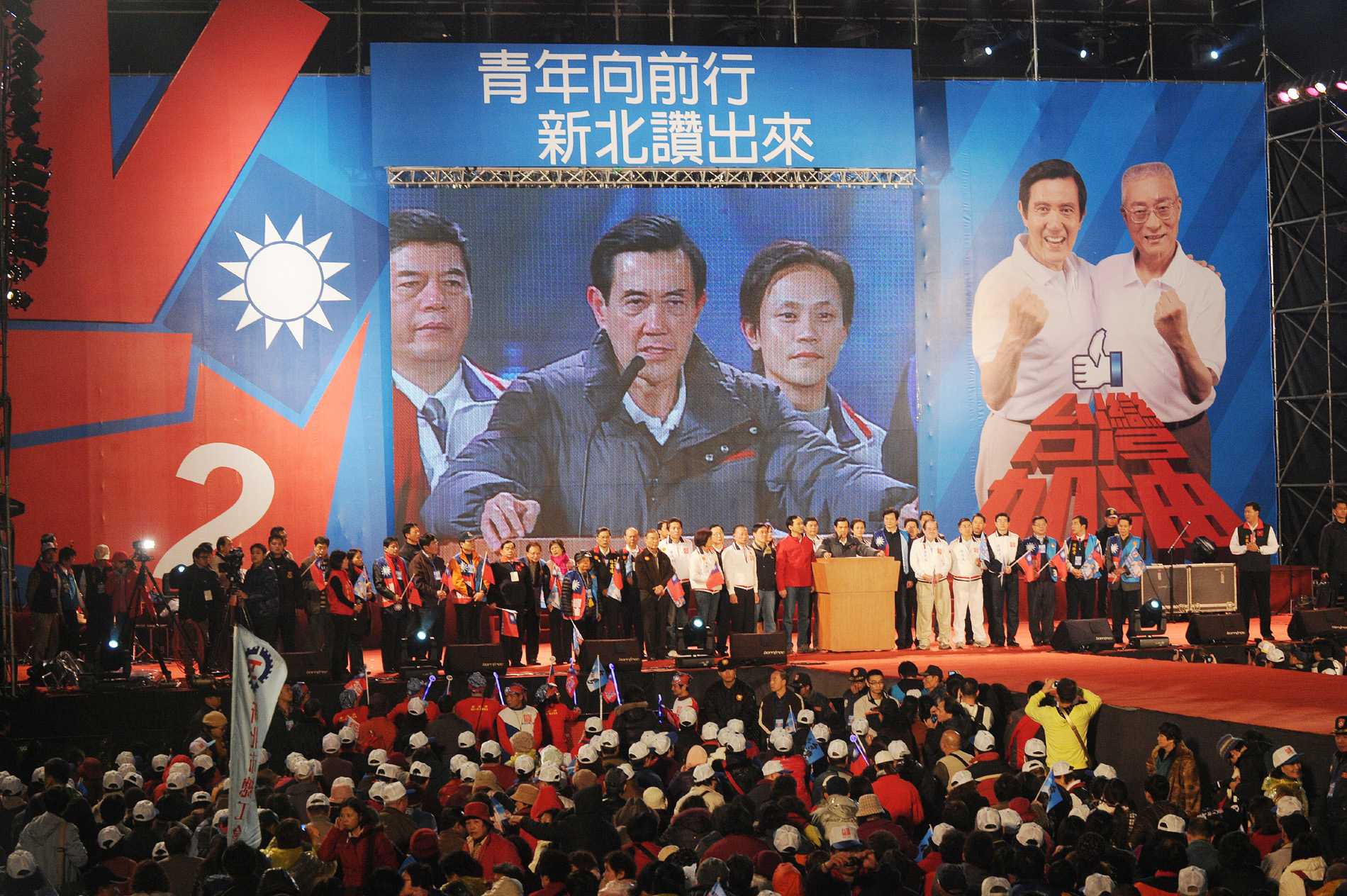
Der spätere Wahlsieger Ma Ying-jeou auf einer Wahlkampfveranstaltung kurz vor der Wahl.

Die Präsidentenwahl in der Republik China 2012 (chinesisch 中華民國第十三任總統、副總統選舉) fand am 14. Januar 2012 statt. Es handelte sich um die 5. Direktwahl eines Präsidenten in der Republik China auf Taiwan. Bis zur Einführung der Direktwahl im Jahr 1996 waren die Präsidenten noch von der Nationalversammlung gewählt worden. Am selben Tag fanden auch Wahlen zum Legislativ-Yuan statt. Die Wahl wurde mit absoluter Stimmenmehrheit von dem Amtsinhaber Ma Ying-jeou von der Kuomintang gewonnen.

## Vorgeschichte
Die Präsidentenwahl 2008 war von der Kuomintang (KMT) mit großer Mehrheit gewonnen worden. Ihr Spitzenkandidat Ma Ying-jeou erhielt fast 60 % der Stimmen und wurde zum Präsidenten gewählt. Kurz zuvor hatte die KMT-geführte pan-blaue Koalition auch die Wahlen zum Legislativ-Yuan gewonnen und verfügte damit zusammen mit den Koalitionsparteien über eine Zweidrittelmehrheit im Parlament. Der Grund für diese Erdrutschsiege war die extreme Unpopularität des damals amtierenden Präsidenten Chen Shui-bian von der Demokratischen Fortschrittspartei (DPP), der sich schweren Korruptionsvorwürfen ausgesetzt sah. Kurz nach der verlorenen Wahl wurde Chen angeklagt und wegen Korruption zu einer mehrjährigen Haftstrafe und hohen Geldstrafe verurteilt. Aufgrund der soliden Mehrheit im Parlament konnte der neugewählte Präsident Ma eine Politik nach seinen Vorstellungen durchsetzen. Dazu gehörte vor allem eine Annäherung an die Volksrepublik China, deren Gipfelpunkt der Abschluss eines Handelsvertrages mit Meistbegünstigungsklausel (ECFA = Economic Cooperation Framework Agreement) am 29. Juni 2010 in Chongqing war. Die DPP erholte sich unter der Führung der neu gewählten Parteivorsitzenden Tsai Ing-wen erst allmählich aus ihrem Popularitätstief, was sich in mehreren gewonnenen Regional- und Kommunalwahlen äußerte.

## Kandidaten
Auf dem 18. Parteitag der Kuomintang am 2. Juli 2011 in Taichung wurde der amtierende Präsident Ma Ying-jeou ohne Gegenkandidaten erneut zum Spitzenkandidaten gewählt. Sein Vizepräsident Vincent Siew entschied sich gegen eine erneute Kandidatur. Am 19. Juni 2011 gab Ma bekannt, dass Premierminister Wu Den-yih sein Kandidat für das Amt des Vizepräsidenten sei. In öffentlichen Meinungsumfragen am 25. und 26. April 2011 wurde die DPP-Vorsitzende Tsai Ing-wen zur Spitzenkandidatin der oppositionellen Demokratischen Fortschrittspartei (DPP) gekürt. Am 9. September erklärte Tsai, dass sie zusammen mit Su Jia-chyuan, dem Generalsekretär der DPP, als Kandidat für den Vizepräsidenten-Posten in den Wahlkampf ziehen wolle. Am 11. November gab außerdem James Soong seine Kandidatur als Spitzenkandidat der Qinmindang (englisch People First Party (PFP)) bekannt. Zum Kandidaten für das Vizepräsidentenamt wählte er sich Lin Ruey-shiung, einen emeritierten Professor der Staatlichen Universität Taiwan, der bisher politisch nicht aktiv gewesen war. Am 9. Dezember 2011 wurde durch die Zentrale Wahlkommission die Reihenfolge der Kandidaten auf den Wahlzetteln festgelegt. An erster Stelle steht das Duo Tsai/Su, gefolgt von Ma/Wu und Soong/Lin.

## Wahlkampfthemen

### Fernsehdebatten
In den meisten Umfragen im Jahr 2011 lag Ma bei der Wählergunst in Führung. Am 3. Dezember 2011 fand eine erste Fernsehdebatte der drei Kandidaten statt. Das Hauptthema waren, wie nicht anders zu erwarten, die künftigen Beziehungen zur Volksrepublik China. Die Kandidatin der DPP, Tsai Ing-wen bestritt, dass es einen Konsens hinsichtlich „Ein China - zwei Systeme“ gäbe. Präsident Ma (KMT) warf der DPP Substanzlosigkeit in dieser Frage vor und unterstrich den Standpunkt seiner KMT-Regierung, den er in dem Grundsatz „keine Vereinigung, keine Unabhängigkeit, keine Gewaltanwendung“ zusammenfasste. James Soong (PFP) betonte, dass er für eine Wahrung des Friedens in der Taiwanstraße eintrete. Er forderte die Volksrepublik China auf, ihren Respekt gegenüber den Menschen in Taiwan dadurch auszudrücken, dass sie Taiwan die Unterzeichnung von Freihandelsabkommen mit anderen Ländern gestatte und die auf Taiwan gerichteten Raketen abziehe. Am 17. Dezember 2011 fand die zweite Fernsehdiskussion der Spitzenkandidaten statt. Darin sprach Tsai Ing-wen ihre Befürchtung aus, dass Taiwan seine Souveränität verlieren würde, sollte Präsident Ma weitere vier Jahre im Amt bleiben. Außerdem kritisierte sie, dass die taiwanesische Wirtschaft während dessen Amtszeit an Dynamik verloren habe. Sie versprach im Falle ihrer Wahl die Demokratie und die Lebensqualität der Menschen in Taiwan stärken zu wollen. Außerdem erklärte sie, die Sozialausgaben in einzelnen Bereichen erhöhen und sich für einen Abbau des Stadt-Land-Gefälles einsetzen zu wollen. Präsident Ma konzentrierte sich in seinen Aussagen auf die Themen Jugend, Kinder und Frauen. Diese drei Gruppen seien es, die die Zukunft Taiwans entscheiden würden. Er betonte, dass während seiner Amtszeit mehr als 350.000 neue Arbeitsplätze geschaffen worden wären, deutlich mehr als während der Amtszeit seines DPP-Vorgängers. Ma kündigte eine Steigerung der Sozialausgaben für Familien mit Kindern an. Außenpolitisch strebe er gute Beziehungen quer über die Taiwanstraße an. Er sprach sich für eine Kandidatur Taiwans für die Ausrichtung der Olympischen Spiele im Jahr 2024 aus. James Soong, der Kandidat der PFP, konzentrierte sich in seinen Ausführungen auf Fragen der nationalen Sicherheit. Diese sei nicht nur militärisch, sondern auch finanziell und gesellschaftlich zu sehen. Er äußerte die Auffassung, dass die größte Bedrohung für die Bewohner Taiwans nicht von den Raketen auf dem chinesischen Festland ausgehe, sondern von den Kernreaktoren in der Ballungsregion Taipeh, die durch Naturkatastrophen wie Erdbeben, Taifune oder Überschwemmungen bedroht seien. Er sprach sich für einen Ausbau erneuerbarer Energien, einen Ausbau des Breitband-Internetnetzes und einen Abbau der nationalen Verschuldung aus. In der Debatte zeigten sich alle 3 Spitzenkandidaten zurückhaltend in ihren Aussagen hinsichtlich Steuererhöhungen für Spitzenverdiener.

### Korruptionsvorwürfe
Ein Nebenthema waren Korruptionsvorwürfe. Präsident Ma beschuldigte Frau Tsai, in einem Interessenkonflikt zu stehen, da sie als Vizepremierministerin 2007 der Biotechnologie-Firma TaiMed Biologics Co. finanzielle Unterstützung gewährt hatte und 4 Monate nach der Wahl 2008 dann in den Chefsessel dieser Firma gewechselt sei. Tsai warf Ma daraufhin vor, sein Amt als Präsident zu missbrauchen und den staatlichen Apparat für eine Schmutzkampagne gegen sie zu instrumentalisieren. Die DPP forderte Generalstaatsanwalt Huang Shih-ming auf, diesen Vorwürfen nachzugehen. Sie warf Ma vor, während des Wahlkampfs 2008 eine Spende in Höhe von NT$ 15 Millionen (US$ 493,924) von Daniel Tsai, dem Chairman der Taipei Fubon Financial Holding Co. angenommen zu haben. Ma hatte sich als Bürgermeister von Taipeh für den Zusammenschluss der Taipei Bank und Fubon Bank eingesetzt. Die Vorwürfe wurden von Ma zurückgewiesen, der seinerseits darauf hinwies, dass sein Amtsvorgänger Chen Shui-bian von der DPP mittlerweile wegen Korruption im Amt im Gefängnis säße.

### Kurz vor der Wahl
Am 11. Januar 2012, also 3 Tage vor dem Wahltermin erklärte Ex-Präsident Lee Teng-hui von der Kuomintang öffentlich seine Unterstützung für Tsai Ing-wen. Er begründete dies mit der Gefahr einer zu großen Annäherung an Festlandchina, dessen Entgegenkommen nur taktischer Natur sei. Am selben Tag äußerte sich Douglas Paal, der ehemalige Vorsitzende des American Institute in Taiwan (AiT) in einem Interview mit dem taiwanischen Sender CtiTV, dass eine Wiederwahl von Präsident Ma eine große Erleichterung sowohl für die USA als auch für Festlandchina wäre. Das AiT beeilte sich daraufhin festzustellen, dass die nur eine persönliche Meinungsäußerung und keinesfalls der offizielle Standpunkt der US-Regierung sei, die mit jedem künftig gewählten Kandidaten gerne zusammenarbeiten würde.
Frau Tsai sprach sich für die Bildung einer großen Koalition aus DPP und KMT aus, sollte sie die Wahl gewinnen, was von Präsident Ma zurückgewiesen wurde. Eine Koalitionsregierung sei „nicht praktikabel“ und nur ein wahltaktisches Manöver. Ma erklärte, er entschuldige sich im Namen der KMT für die Fehler in der Vergangenheit, namentlich für die Ereignisse nach dem Zwischenfall vom 28. Februar 1947 und die Jahre des antikommunistischen Weißen Terrors unter der Kuomintang-Regierung in den 1950er bis 1970er Jahren. Im Gegenzug forderte er Frau Tsai auf, sich für die „Jahre der Korruption“ unter den DPP-Regierungen 2000–2008 öffentlich zu entschuldigen.

## Wahlergebnisse

### Landesweite Ergebnisse

Wahlergebnis der Präsidentenwahl

Die Wahlbeteiligung betrug 74,38 %. Von den 18.086.455 Wahlberechtigten gaben 13.452.016 ihre Stimme ab, wobei 97.711 Stimmen ungültig waren.
| Kandidaten (Präsident und Vize) | Kandidaten (Präsident und Vize)                | Partei           | Wahlbezirke | Stimmen    | Prozent |
| ------------------------------- | ---------------------------------------------- | ---------------- | ----------- | ---------- | ------- |
|                                 | Ma Ying-jeou (馬英九), Wu Den-yih (吳敦義)     | Kuomintang (KMT) | 15          | 6.891.139  | 51,60 % |
|                                 | Tsai Ing-wen (蔡英文), Su Jia-chyuan (蘇嘉全)  | DPP              | 7           | 6.093.578  | 45,63 % |
|                                 | James Soong (宋楚瑜), Lin Ruey-shiung (林瑞雄) | Qinmindang (PFP) | 0           | 369.588    | 2,77 %  |
| Gesamt                          | Gesamt                                         | Gesamt           | 22          | 13.354.305 | 100,0 % |

### Ergebnisse nach Land- und Stadtkreisen
Die folgende Tabelle zeigt die Ergebnisse in den 14 Landkreisen und 8 kreisfreien bzw. regierungsunmittelbaren Städten. Die Stimmen- und Prozentzahl des Gewinners ist jeweils rot markiert.
| Wahlbezirk         | Tsai • Su | Tsai • Su | Ma • Wu   | Ma • Wu | Soong • Lin | Soong • Lin |
| Wahlbezirk         | Stimmen   | %         | Stimmen   | %       | Stimmen     | %           |
| ------------------ | --------- | --------- | --------- | ------- | ----------- | ----------- |
| Taipeh Stadt       | 634.565   | 39,54 %   | 928.717   | 57,87 % | 41.448      | 2,58 %      |
| Neu-Taipeh Stadt   | 1.007.551 | 43,45 %   | 1.245.673 | 53,73 % | 65.269      | 2,82 %      |
| Keelung Stadt      | 79.562    | 36,76 %   | 128.294   | 59,29 % | 8.533       | 3,94 %      |
| Landkreis Yilan    | 135.156   | 52,53 %   | 115.496   | 44,89 % | 6.652       | 2,59 %      |
| Landkreis Taoyuan  | 445.308   | 39,85 %   | 639.151   | 57,20 % | 32.927      | 2,94 %      |
| Landkreis Hsinchu  | 89.741    | 30,93 %   | 190.797   | 65,76 % | 9.599       | 3,30 %      |
| Hsinchu Stadt      | 92.632    | 39,48 %   | 134.728   | 57,43 % | 7.216       | 3,08 %      |
| Landkreis Miaoli   | 107.164   | 33,18 %   | 206.200   | 63,85 % | 9.597       | 2,97 %      |
| Taichung Stadt     | 678.736   | 44,68 %   | 792.334   | 52,16 % | 48.030      | 3,16 %      |
| Landkreis Changhua | 340.069   | 46,49 %   | 369.968   | 50,58 % | 21.403      | 2,93 %      |
| Landkreis Nantou   | 123.077   | 42,36 %   | 158.703   | 54,62 % | 8.726       | 3,00 %      |
| Landkreis Yunlin   | 214.141   | 55,81 %   | 159.891   | 41,67 % | 9.662       | 2,51 %      |
| Landkreis Chiayi   | 181.463   | 58,58 %   | 120.946   | 39,04 % | 7.364       | 2,38 %      |
| Chiayi Stadt       | 76.711    | 51,04 %   | 69.535    | 46,27 % | 4.042       | 2,69 %      |
| Tainan Stadt       | 631.232   | 57,72 %   | 435.274   | 39,80 % | 27.066      | 2,47 %      |
| Kaohsiung Stadt    | 883.158   | 53,42 %   | 730.461   | 44,19 % | 39.469      | 2,39 %      |
| Landkreis Pingtung | 271.722   | 55,13 %   | 211.571   | 42,92 % | 9.562       | 1,94 %      |
| Landkreis Hualien  | 43.845    | 25,94 %   | 118.815   | 70,30 % | 6.359       | 3,76 %      |
| Landkreis Taitung  | 33.417    | 30,50 %   | 72.823    | 66,47 % | 3.313       | 3,02 %      |
| Landkreis Penghu   | 20.717    | 45,65 %   | 22.579    | 49,75 % | 2.082       | 4,58 %      |
| Kinmen             | 3.193     | 8,21 %    | 34.676    | 89,23 % | 990         | 2,54 %      |
| Matsu-Inseln       | 418       | 8,03 %    | 4.507     | 86,60 % | 279         | 5,36 %      |

### Wahlkarte

Wahlkreismehrheiten bei der Wahl Absolute Mehrheit für Tsai Ing-wen/Su Jia-chyuan Absolute Mehrheit für Ma Ying-jeou/Wu Den-yih
Mehrheiten in den Stadt- und Landgemeinden

## Entwicklung unmittelbar nach der Wahl
Nachdem der Wahlsieg von Präsident Ma klar war gratulierten Vertreter verschiedener Staaten, unter anderem das Weiße Haus und das US-Außenministerium, die hohe Vertreterin der Europäischen Union für Außen- und Sicherheitspolitik Catherine Ashton, das japanische Außenministerium, Singapur, Kanada, Großbritannien und weitere Staaten. Ma dankte seinen Wählern und erklärte die Wahl zum "Sieg der Bevölkerung Taiwans". Er werde nun weiter den "Weg zu einem sauberen, friedlichen und wohlhabenden Taiwan" verfolgen. Die Vorsitzende der DPP Tsai Ing-wen verkündete ihren Rücktritt als Parteivorsitzende. Sie äußerte sich zum Teil kritisch über den Wahlkampf ihrer Partei. Die Gründe der Niederlage müssten nun in Ruhe analysiert werden. Zur Frage der Beziehungen in der Taiwanstraße sagte sie, dass diese sehr komplex seien und man nicht mit dem vereinfachten Blickwinkel der KMT betrachten könne. Sie äußerte ihre Überzeugung, dass es über die Beziehungen in der Taiwanstraße einen Konsens in Taiwan geben müsse, andernfalls würden diese Fragen weiter eine Quelle der sozialen Teilung sein.

### Interviews mit den Hauptkandidaten
- "Interview With Taiwan President Ma Ying-jeou" New York Times. 5. Januar 2012
- "Interview With Tsai Ing-wen" New York Times. 5. Januar 2012

### Wahlkampfseiten
- Ma Ying-jeou
- Tsai Ing-wen